# Che paura mi fa/Carletto e i mostri
Che paura mi fa/Carletto e i mostri è un singolo del gruppo I Mostriciattoli, pubblicato nel 1983.

## Descrizione
I due brani vennero impiegati come sigla finale e iniziale dell'anime Carletto il principe dei mostri.
Il primo venne scritto da Franco Migliacci su musica e arrangiamento di Mauro Goldsand e Aldo Tamborelli mentre il secondo è una cover con testo in italiano di Migliacci della prima sigla finale dell'edizione giapponese dell'anime Ore tacha kaibutsu san-ningumi yo.

## Tracce
1. Che paura mi fa – 3:15 (Aldo Tamborrelli, Mauro Goldsand e Franco Migliacci)
2. Carletto e i mostri – 3:15 (testo: Franco Migliacci – musica: Asei Kobayashi e Fujiko Fujio)